# Triatlon na Letních olympijských hrách 2020
Triatlon na Letních olympijských hrách 2020 v Tokiu se konal od 26. do 31. července 2021, a to v Odaiba. 

## Medailisté
| Soutěž          | Zlato                                                                                            | Stříbro                                                                                         | Bronz                                                                                     |
| --------------- | ------------------------------------------------------------------------------------------------ | ----------------------------------------------------------------------------------------------- | ----------------------------------------------------------------------------------------- |
| Muži            | Kristian Blummenfelt · Norsko (NOR) 1:45:04                                                      | Alex Yee · Velká Británie (GBR) 1:45:15                                                         | Hayden Wilde · Nový Zéland (NZL) 1:45:24                                                  |
| Ženy            | Flora Duffyová · Bermudy (BER) 1:55:36                                                           | Georgia Taylorová-Brownová · Velká Británie (GBR) 1:56:50                                       | Katie Zaferesová · Spojené státy americké (USA) 1:57:03                                   |
| Smíšená štafeta | Velká Británie · Jessica Learmonth · Jonathan Brownlee · Georgia Taylor-Brown · Alex Yee 1:23:41 | Spojené státy americké · Katie Zaferes · Kevin McDowell · Taylor Knibb · Morgan Pearson 1:23:55 | Francie · Léonie Périault · Dorian Coninx · Cassandre Beaugrandová · Vincent Luis 1:24:04 |

## Přehled medailí
| Pořadí | Země                   | Zlato | Stříbro | Bronz | Celkově |
| ------ | ---------------------- | ----- | ------- | ----- | ------- |
| 1      | Velká Británie         | 1     | 2       | 0     | 3       |
| 2      | Bermudy                | 1     | 0       | 0     | 1       |
| 3      | Norsko                 | 1     | 0       | 0     | 1       |
| 4      | Spojené státy americké | 0     | 1       | 1     | 2       |
| 5      | Francie                | 0     | 0       | 1     | 1       |
| 5      | Nový Zéland            | 0     | 0       | 1     | 1       |
| celkem | celkem                 | 3     | 3       | 3     | 9       |